# 호남고등학교
호남고등학교(湖南高等學校)는 대한민국 전북특별자치도 정읍시 시기동에 위치한 사립 고등학교이다.

## 학교 연혁
- 1946년 10월 7일 : 학교법인 호남학원 설립인가, 초대 금남 박명규 원장 취임
- 1947년 3월 29일 : 초대 금남 박명규 이사장 취임
- 1951년 11월 1일 : 호남고등학교 개교(2학급 120명), 초대 금남 박명규 교장 취임
- 1961년 3월 20일 : 본관 준공(18교실)
- 1970년 1월 20일 : 호남종합고등학교로 학칙 변경
- 1973년 9월 13일 : 호남고등학교로 학칙 변경
- 2003년 10월 31일 : 본관 개축 준공(24교실)
- 2004년 5월 29일 : 해강관(다목적교실) 준공
- 2009년 8월 3일 : 교육과정 혁신학교(교과 교실제A형) 선정
- 2009년 10월 21일 : 기숙형고교 선정
- 2019년 10월 21일 : 제7대 박은희 이사장 취임
- 2021년 1월 13일 : 제68회 143명 졸업(총 졸업생수 18,744명)
- 2022년 3월 2일 : 제17대 최범수 교장 취임

## 참고 자료
- 호남고등학교 - 한국교육학술정보원 학교알리미